# A146 (Russland)
Die A146 ist eine Fernstraße föderaler Bedeutung in Russland. Sie verbindet im südrussischen Kuban-Gebiet die Straßen M4 und A290 und stellt somit eine Alternativroute vom Regionsverwaltungszentrum Krasnodar zum Schwarzmeerhafen Noworossijsk dar. Sie ist Teil der Europastraße 115 Jaroslawl – Noworossijsk.
Die Straße verläuft größtenteils entlang des nördlichen Fußes des Westteils des Großen Kaukasus, am Rand der vom Kuban durchflossenen Ebene. Das Gebiet ist landwirtschaftlich geprägt und dicht besiedelt; eine Reihe bevölkerungsreicher Stanizen und Siedlungen wird durchquert oder umfahren. Auf ihrem westlichsten Abschnitt steigt die Straße durch das Tal des Flüsschens Bakanka in die bewaldeten, dort noch gut 500 m hohen westlichen Ausläufer des Kaukasus an und erreicht beim Anschluss an die M25, unterhalb des Passes Woltschji Worota („Wolfstor“) mit etwa 275 m ihre maximale Höhe über dem Meeresspiegel.
Der Straße folgt auf ihrer gesamten Länge, teils unmittelbar, teils mehrere Kilometer nördlich entfernt, die Eisenbahnstrecke Timaschewskaja – Krasnodar – Noworossijsk.

## Geschichte
Entlang der heutigen A146 zogen sich im Zweiten Weltkrieg zwischen Februar und Mai 1943 unter schweren Abwehrkämpfen im Kuban-Brückenkopf von südlich Krasnodar bis Krymskaja (heute Krymsk) die südlich des Kuban verbliebenen Truppen der deutschen Wehrmacht zurück, nachdem sie im Ergebnis der Nordkaukasischen Operation der Roten Armee aus dem Nordkaukasus zurückgeschlagen worden waren.